# Mocoué
Mocoué (Mokowe) é uma localidade do Quênia situada na antiga província da Costa, no condado de Lamu, Segundo censo de 2019, havia 4 249 habitantes.